# Édgar Ponce
Édgar Ponce García (Ciudad de México, 27 de diciembre de 1974-5 de mayo de 2005) fue un actor mexicano.

## Muerte
En la madrugada del 5 de mayo de 2005, Édgar Ponce y otros nueve actores se encontraban en el rodaje de un promocional para el evento Solo para mujeres en la avenida Periférico Sur de la Ciudad de México, en donde los integrantes del show iban a bordo de motocicletas encabezados por Sergio Mayer. 
Un auto que iba con exceso de velocidad impactó a las motocicletas y atropelló a los actores. 
En el accidente fueron heridos los actores Armando González, Marco Méndez y Roberto Asad, pero Ponce fue el único en tener lesiones de mayor gravedad. Este fue trasladado al hospital, donde se le declaró muerto horas después. 
El accidente quedó grabado en video y tuvo consecuencias. Los actores que estuvieron implicados en el accidente fueron sometidos a un proceso penal, entre ellos, Sergio Mayer por su presunta responsabilidad en las irregularidades que hubo en el rodaje. En tanto, el conductor del auto, identificado como Luis Pascacio Muguerza, fue posteriormente encontrado culpable de homicidio imprudente, así como lesiones y daños a la propiedad ajena, pero nunca pisó la cárcel. Pagó una reparación de 250.000 pesos mexicanos, monto equivalente a $14.000. 
Posterior a la tragedia, el show Solo para mujeres siguió ofreciendo funciones en honor a Ponce, pero culminó después de permanecer diez años en cartelera.

## Telenovelas
- Soñadoras (1998-1999) como Leonardo
- Nunca te olvidaré (1999) como Adrián
- Cuento de navidad (1999-2000)
- Alma rebelde (1999) como Chente
- El precio de tu amor (2000-2001) como Arnoldo
- Atrévete a olvidarme (2001) como Soriano
- Amigas y rivales (2001) como Ricardo
- El manantial (2001-2002) como jefe de policía judicial de San Andrés
- Salomé (2001-2002) como Javier
- Las vías del amor (2002-2003) como Seguridad de Enrique
- Velo de novia (2003) como Nacho